# Public light bus

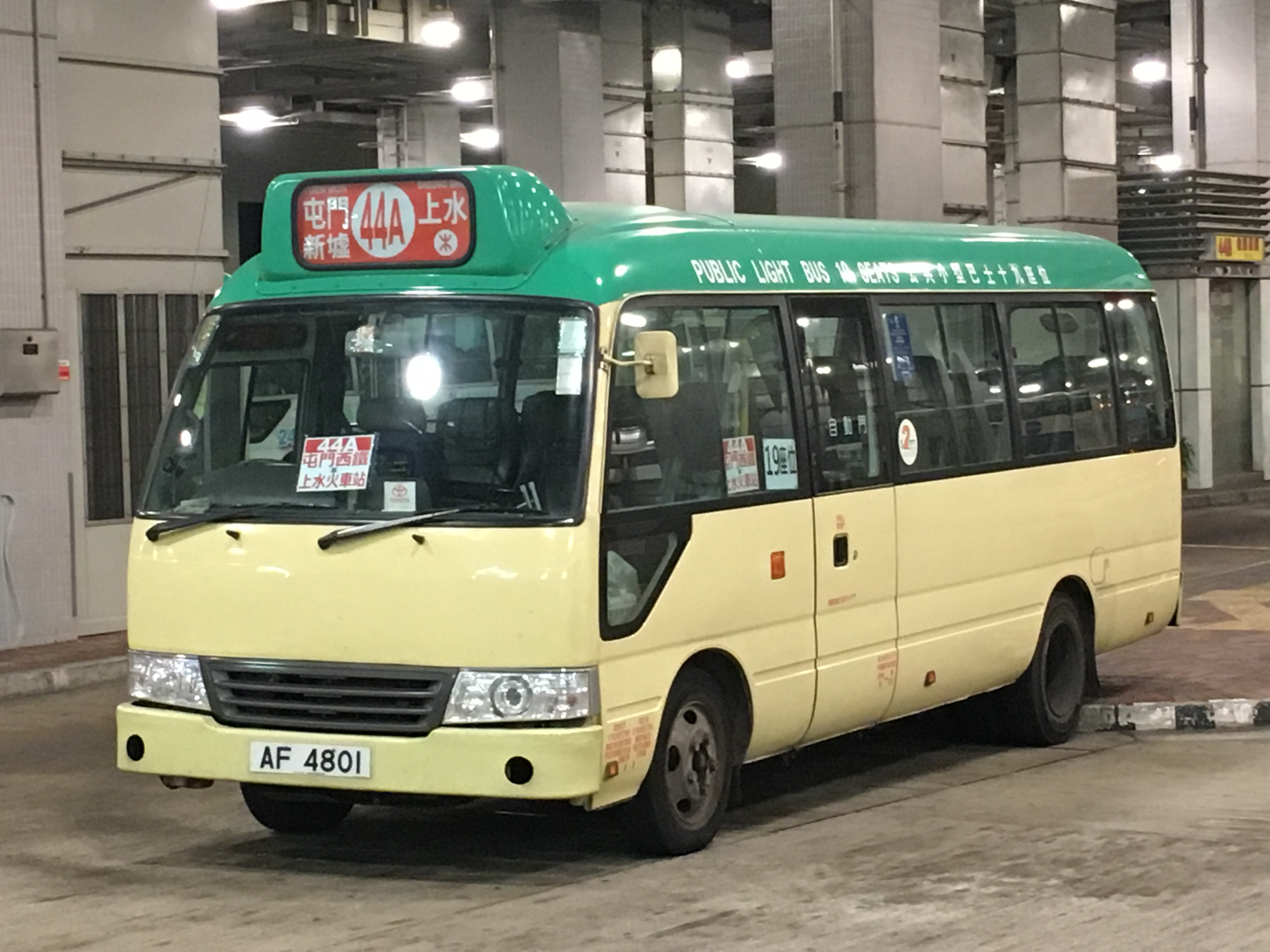
Grüner Minibus der Linie 44A in Tuen Mun

Public light bus (chinesisch 公共小型巴士, Jyutping Gung1gung6 Siu2jing4 Baa1si2) oder Minibus bezeichnet ein öffentliches Verkehrsmittel in Hongkong. Insbesondere auf Strecken, die von regulären Linienbussen nicht bedient werden können, kommen Minibusse zum Einsatz. Sie bieten aufgrund ihrer kleinen Größe und Wendigkeit, aber auch wegen eines dichten Takts und des breit ausgebauten Netzes schnellen und effizienten Verkehr. Der Fahrpreis liegt im Schnitt etwas über dem Preis für eine Fahrt gleicher Strecke im Linienbus. Je nach Fahrzeugmodell haben Minibusse eine maximale Fahrgastzahl von 16 oder 19, während Stehplätze nicht zugelassen sind.  

## Geschichte
Der Ursprung des heutigen Minibus-Systems liegt in den New Territories. Während der Unruhen in Hongkong 1967 kam es zu Streiks bei den großen Busunternehmen China Motor Bus und Kowloon Motor Bus, was zu einem weitgehenden Ausfall von Bussen und Straßenbahnen führte; Minibus-Verkehre füllten diese Lücke auf. Die Route vom Fähranleger in der Jordan Road nach Yuen Long kann als erste Minibus-Linie in den New Territories angesehen werden. Nach 1967 wurde diesen Minibussen die Genehmigung erteilt, auch in Hongkong inklusive der urbaner ausgeprägten Gebiete Verkehrsleistungen anzubieten. Private Fahrer mit Kleinbussen konnten so Fahrten zu kleinen Preisen anbieten. Die bedienten Gebiete waren im Wesentlichen in den New Territories, namentlich Yuen Long, Sheung Shui und Fanling, wo auch ein Shuttle-Verkehr in ländlicher gelegene Bereiche angeboten wurde. Obwohl die Personenbeförderung ohne eine entsprechende Lizenz nicht erlaubt war, wurde sie von der Hongkonger Regierung toleriert. 1969 wurden seitens der Regierung Regulierungen eingeführt und 5.000 Lizenzen für Minibusse vergeben. Dies wurde öffentlich zum Teil kritisiert mit dem Argument, dass niemand, der zuvor illegal agiert hat, nun legal Profite machen können sollte.
Die ersten Minibusse hatten eine Kapazität von 9 Fahrgästen. Sie hatten ein schwarz-weißes Streifenmuster und wurden daher umgangssprachlich auch als  zebra cars (chinesisch 斑馬車) bezeichnet.  Die Anzahl der Sitzplätze stieg von 9 zunächst auf 14, dann 16 und schließlich auf 19. Bis 1977 hatten die Minibusse keine Fahrtzielanzeiger. 
Aufgrund von öffentlichen Forderungen nach Geschwindigkeitsbegrenzungen sind seit 2012 in allen Minibussen Geschwindigkeitsanzeiger im Fahrgastraum angebracht, sodass die Fahrgäste jederzeit die aktuelle Geschwindigkeit einsehen können. Außerdem ist die Geschwindigkeit auf 80 km/h beschränkt. Beim Überschreiten dieser ertönt ein Alarm.

## Arten von Minibussen

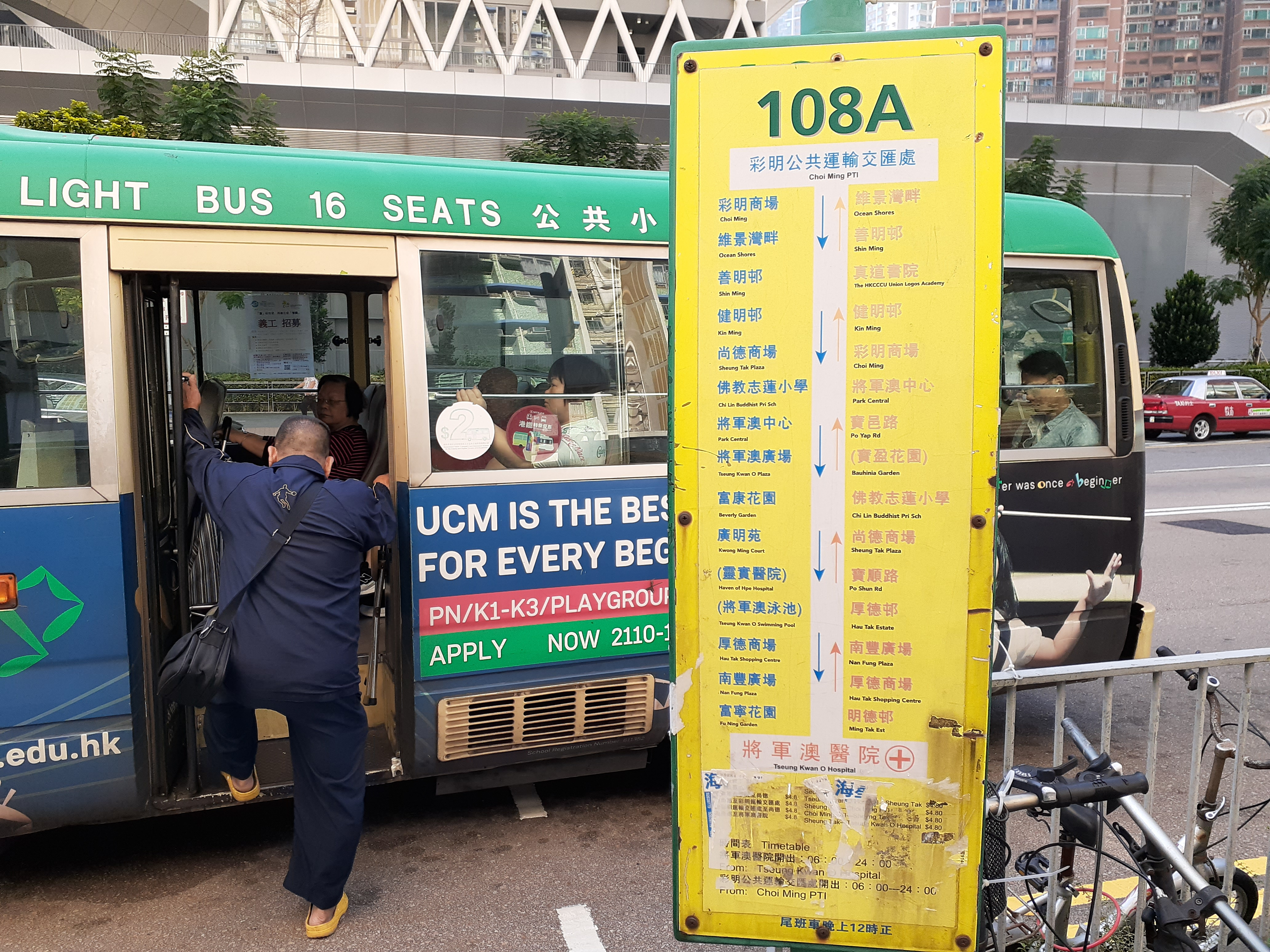
Minibus-Haltestelle

Minibusse werden in Hongkong entweder als Green Minibuses (GMB) oder Public Light Buses (PLB) zugelassen. Die erstgenannten fahren nach einem Fahrplan auf festgelegten Routen und haben feste Fahrpreise, wohingegen die Public Light Buses im engeren Sinne weniger reguliert sind. Äußerlich sind beide Minibus-Versionen cremefarbig, sie unterscheiden sich lediglich durch eine grüne (GMB) bzw. rote (PLB) Dachfärbung und einen Streifen in der jeweiligen Farbe. Der Fahrpreis kann passend in bar oder aber mit der Octopus-Karte (in roten Minibussen kaum möglich) gezahlt werden. Rote Minibusse verkehren häufig flexibel, ganz nach den Wünschen der Fahrgäste, fast vergleichbar mit Taxis. Insbesondere nachts, wenn MTR-Züge und viele Buslinien nicht mehr fahren, gibt es rote Minibusse als Alternativen.
Um mit einem Minibus zu fahren, kann dem Fahrer an geeigneten Stellen gewunken werden und sofern noch Plätze frei sind, hält er an und nimmt den Fahrgast auf. Bei den grünen Minibussen gibt es allerdings teilweise auch feste Haltestellen. Um auszusteigen, wird dem Fahrer der gewünschte Ausstiegspunkt durch Rufen mitgeteilt, was der Fahrer in der Regel durch Heben der Hand quittiert.

## Fahrzeuge

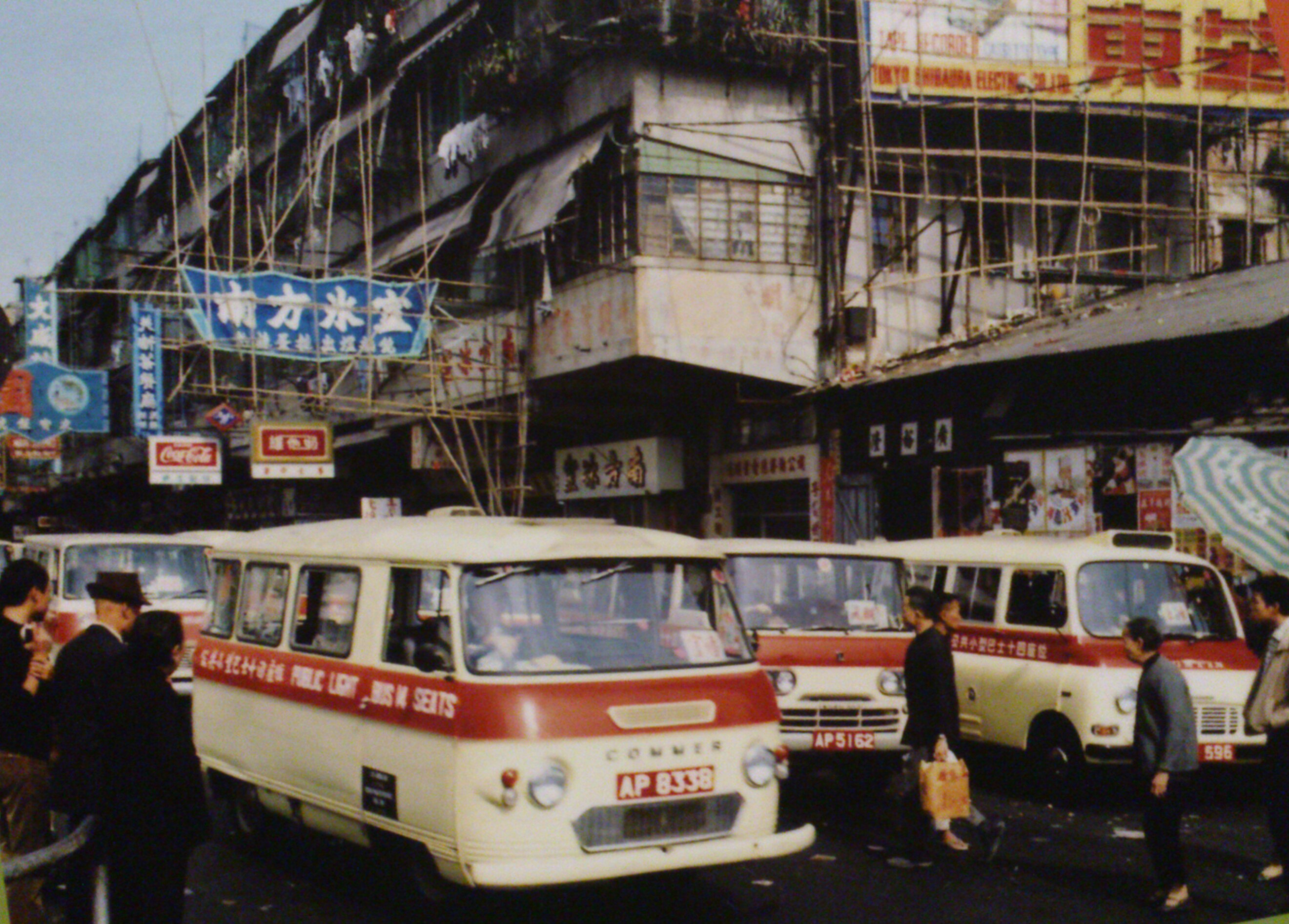
Frühe Minibusse aus den 1960ern

Die frühen Minibus-Modelle stammten in der Regel aus dem Vereinigten Königreich und waren umgebaute Vans mit entsprechend geringer Kapazität. Seit 1969 kamen vermehrt japanische Hersteller dazu, die seit den 1980ern dominieren. Das verbreitetste Modell ist der Toyota Coaster, die meisten Minibusse werden mit Autogas (LPG) betrieben, einige aber auch mit Diesel.
Folgende Modelle wurden oder werden als Minibusse eingesetzt:
- Morris J Type, 1960er
- Bedford CA, 1960er
- Ford Transit (1965–1978), 1970er
- Nissan Echo (in den 1980ern ausgetauscht gegen den Nissan Civilian)
- Mitsubishi Fuso Rosa (nur grüne Minibusse)
- Toyota Coaster (Autogas und Diesel)
- Nissan Civilian (bis in die 1990er)
- Mercedes-Benz Sprinter 311
- Mercedes-Benz Sprinter 516CDi
- Iveco Daily (ein Minibus 2004)
- GMI Gemini (diesel-elektrisch)
- Golden Dragon XML6701J18
- Optare Solo SR

Im Juni 2022 gab es 3.230 grüne Minibusse auf 356 Linien (darunter 67 auf Hong Kong Island, 81 in Kowloon and 208 in den New Territories), insgesamt etwa 1.263.100 Fahrgäste täglich. Demgegenüber waren 921 rote Minibusse zugelassen, die täglich ca. 197.200 Fahrgäste beförderten.